# 100% local
 (juillet 2017).
Si vous disposez d'ouvrages ou d'articles de référence ou si vous connaissez des sites web de qualité traitant du thème abordé ici, merci de compléter l'article en donnant les références utiles à sa vérifiabilité et en les liant à la section « Notes et références ».
100% local est une émission de télévision canadienne francophone d'information, de divertissement et de compétition animée par Nicolas Ouellet. Les collaborateurs ou représentants des grandes régions du Canada (« Québec », « Ontario », « l'Ouest et le Nord » et « L'Atlantique ») de l'émission, doivent séduire l'animateur avec leur région pour que leur région et eux-mêmes soient couronnés gagnant de la saison.
L'émission est un concept de Sacha Laliberté, une idée originale de Productions Radio-Canada et est diffusée entre le 10 janvier 2016 et le 1er décembre 2019 sur ICI Radio-Canada Télé.

## Saisons

### 1reSaison
Diffusée à partir du 10 janvier 2016.
La saison 1 a été animée par Nicolas Ouellet accompagné des représentants des grandes régions du Canada, du Québec Tammy Verge, de l'Ontario Vincent Poirier, de l'Ouest et le Nord Laura Lussier et de L'Atlantique Christian Essiambre. Pour la saison 1 il y a égalité entre le Québec et L'Atlantique, mais c'est finalement Nicolas Ouellet qui désignera Christian Essiambre de L'Atlantique comme gagnant de la saison 1.

### 2eSaison
Diffusée à partir du 26 septembre 2016
Nicolas Ouellet revient avec ces collaborateurs des quatre coins du Canada, Tammy Verge du Québec, Vincent Poirier de l'Ontario, Laura Lussier de l'Ouest et le Nord et le gagnant de la saison 1 Christian Essiambre de Atlantique. Bien sûr Tammy, Vincent et Laura vont tenter de déloger Christian de son titre. C'est Vincent Poirier de l'Ontario qui est finalement couronné.

### 3eSaison
Diffusée à partir du 8 janvier 2017
La saison 3 est toujours animée par Nicolas Ouellet. Vincent Poirier de l'Ontario tente de conserve son titre. C'est Laura Lussier de l'Ouest et le Nord qui domine la saison 3, mais contre toute attente c'est Tammy Verge du Québec qui est la grande gagnante de la saison. Vers la fin le la saison on apprend que la gagnante le la saison 3 Tammy Verge quitte 100 % Local.

### 4eSaison
Diffusée à partir du 17 septembre 2017
Pour la 4e Saison c'est encore animé par Nicolas Ouellet avec ses collaborateurs comme Vincent Poirier de l'Ontario, Laura Lussier de l'Ouest et le Nord et de Christian Essiambre de L'Atlantique. En Septembre 2017 on apprend sur le nouveau site web de 100% Local le nom de la remplaçante de Tammy Verge du Québec, c'est Tatiana Polevoy qui est la nouvelle représentante du Québec. Malgré une saison difficile pour Laura Lussier c’est finalement, elle qui remporte la saison 4.

### 5eSaison
Diffusée à partir du 7 janvier 2018
Dans la 5e Saison animée par Nicolas Ouellet. Laura Lussier, représentant l'Ouest et le Nord canadien, veut conserver son titre. Mais les autres collaborateurs Vincent Poirier de l'Ontario, Christian Essiambre de L'Atlantique et Tatiana Polevoy du Québec veulent lui ravir le titre. Pour l’épisode du 4 mars 2018 Laura Lussier ne peut être présente car elle a été coincée à Minneapolis. Mais c’est Jean-François Chevrier de l'Ouest et le Nord qui vit à Ottawa qui la remplace au pied-levé. Pour la finale de sa saison 5, c'est Vincent Poirier de l'Ontario qui remporte l'édition. C'est le premier à remporter deux éditions.

### 6eSaison
Diffusée à partir du 16 septembre 2018
Le 24 janvier 2018 sur la page Facebook de 100 % Local, est annoncée une 6e Saison.
Dans la 6e Saison animée par Nicolas Ouellet. Vincent Poirier le représentant l’Ontario, veut conserver son titre de grand gagnant de 100 % Local. Mais les autres collaborateurs Laura Lussier, représentant l'Ouest et le Nord, Christian Essiambre de L'Atlantique et Tatiana Polevoy du Québec veulent lui ravir ce titre. Mais la première partie de la saison 6 c’est Tatiana Polevoy du Québec qui représente le Québec, pour la deuxième partie c’est Anna Beaupré Moulounda qui représente le Québec car Tatiana Polevoy part en congé maternité. C'est encore Vincent Poirier qui est le gagnant de la saison 6. Aussi on apprend que malheureusement Christian Essiambre quitte à la fin de la saison pour de nouvelles expériences mais on apprend que c’est Matthieu Girard qui sera le nouveau collaborateur et représente de l’Atlantique pour la saison 7.

### 7eSaison
Diffusée à partir du 6 janvier 2019
Dans la 7e Saison animée par Nicolas Ouellet. Vincent Poirier le représentant l’Ontario, veut conserver son titre de grand gagnant de 100 % Local. Mais les autres collaborateurs, représentants, Anna Beaupré Moulound du Québec, Laura Lussier de l'Ouest et le Nord, la nouvelle recute Matthieu Girard de l’Atlantique veulent lui ravir ce titre. À partir de l’épisode 6 Tatiana Polevoy revient de son congé de congé maternité donc Anna Beaupré Moulound cède son siège du Québec à Tatiana. Par chance c’est la nouvelle recrue Matthieu Girard de l’Atlantique qui est couronnée comme grand gagnant de la saison 7.

### 8eSaison
Diffusée à partir du 15 septembre 2019
Dans la 8e saison animée par Nicolas Ouellet. Les trois représentants de trois grand région canadienne, Vincent Poirier de l’Ontario, Laura Lussier de l'Ouest et le Nord et Tatiana Polevoy du Québec veulent ravir le titre de grand gagnant de 100 % Local qui est présentement détenu par Matthieu Girard de l’Atlantique. Sans surprise c’est Vincent Poirier de l’Ontario qui est le grand gagnant de la 8e saison.

## Animateurs
- Nicolas Ouellet (Saison 1 à 8)

## Collaborateurs représentants des régions
- Québec : Tammy Verge (Saison 1 à 3)
- Ontario : Vincent Poirier (Saison 1 à 8)
- L'Ouest et le Nord : Laura Lussier (Saison 1 à 8)
- L'Atlantique : Christian Essiambre (Saison 1 à 6)
- Québec : Tatiana Polevoy (Saison 4 à 8)
- L'Ouest et le Nord : Jean-François Chevrier (Saison 5 collaborateur invité)
- Québec : Anna Beaupré Moulounda (Saison 6 à 7)
- L'Atlantique : Matthieu Girard (Saison 7 à 8)

## Les Gagnants et les régions Gagnantes
| Gagnant(e)          | Régions            | Saison | Saison et Année |
| ------------------- | ------------------ | ------ | --------------- |
| Christian Essiambre | L'Atlantique       | 1      | Hiver 2016      |
| Vincent Poirier     | Ontario            | 2      | Automne 2016    |
| Tammy Verge         | Québec             | 3      | Hiver 2017      |
| Laura Lussier       | L'Ouest et le Nord | 4      | Automne 2017    |
| Vincent Poirier     | Ontario            | 5      | Hiver 2018      |
| Vincent Poirier     | Ontario            | 6      | Automne 2018    |
| Matthieu Girard     | L'Atlantique       | 7      | Hiver 2019      |
| Vincent Poirier     | Ontario            | 8      | Automne 2019    |